# FK Sparta Sarpsborg
FK Sparta Sarpsborg ist ein Fußballverein aus Sarpsborg in Norwegen. Der Verein spielt in der fünftklassigen 4. divisjon Østfold.

## Geschichte
Der Verein wurde 1928 gegründet. Er stand lange Zeit im Schatten vom Sarpsborg FK. Von 1947 bis 1958 spielte die Mannschaft zehn Spielzeiten in der höchsten Klasse. Den größten Erfolg erreichte das Team mit dem Pokalsieg 1952.
Im Jahr 1999 begannen 16 Vereine in der Region Sarpsborg eine Zusammenarbeit mit dem Ziel die bestmögliche Fußballmannschaft für den Bezirk zu stellen. Die erste Saison des neuen IL Sparta Fotball endete mit dem Abstieg aus der 2. divisjon. Dies führte dazu, dass mehrere Vereine, darunter Sparta und Sarpsborg FK, aus der Zusammenarbeit ausstiegen. In der Folge schlossen sich die beiden Vereine zusammen und starteten zunächst unter dem Namen Borg Fotball in der 2. divisjon 2003. Dort stieg das Team wieder ab. Ein Jahr später wurde mit dem zweiten Platz, als Sarpsborg Sparta FK, der direkten Wiederaufstieg verpasst. Dieser gelang dann in der Folgesaison.
Am Ende der Saison 2007 erfolgte der formale Abstieg. Da Raufoss IL jedoch keine Lizenz erhielt, behielt der Verein seinen Platz in der Adeccoligaen. Ein Jahr später übergab Sparta den Ligaplatz an Sarpsborg 08 FF. Sparta spielt seit dem Abstieg 2016 in der fünftklassigen 4. divisjon Østfold.

## Erfolge
- Norwegische Liga-Meisterschaft
  - 2. Platz: 1947/48
- Norwegischer Pokal
  - Sieger: 1952